# Cecylia Johansdotter
Cecilia Johansdotter (fl. 1160-1193) – królowa Szwecji, żona Knuta Erikssona, króla Szwecji w latach 1167-1196.
Data jej narodzin i informacje o rodzicach nie zostały historycznie potwierdzone. Została żoną Knuta około 1160 roku. Mieli czterech synów: Jona, Knuta, Joara (wszyscy zginęli w  listopadzie 1205 w bitwie pod Älgarås) oraz Eryka - późniejszego Eryka X Knutssona, króla Szwecji 1208-1216, a także nieznaną z imienia córkę (ur. 1170 lub 1180).
Jedna z opowieści głosi, że w 1190 r. królowa poważnie zachorowała i obawiano się, że umrze. Obiecała wtedy Bogu, że jeśli nie umrze, wstąpi do klasztoru. Kiedy jednak wyzdrowiała, nie chciała zostać zakonnicą. Razem z mężem wysłała apel do papieża Klemensa III z prośbą o zwolnienie z obietnicy, jednak nie wyraził on zgody i Cecilia musiała wstąpić do zakonu. List ten jest datowany na 1193 rok. Nie jest znana data śmierci królowej.

## Postać w literaturze
Postać królowej został wykorzystana w tryptyku Jana Guillou, w którym występuje jako Cecilia Blanka.